# Tonette
La tonette est une flûte en plastique qui était autrefois populaire dans l'éducation musicale élémentaire américaine.

## Histoire
La tonette a été introduite en 1938.
Sa fabrication est probablement inspirée de l'ocariflute du français Charles Mathieu .
Pratiquement incassable, au doigté simple et au souffle facile, elle s'est rapidement imposée comme standard pour l'éducation musicale élémentaire. En 1941, la tonette était ainsi utilisée par plus de la moitié des lycées des États-Unis.

## Facture
Ressemblant à un petit sifflet de plastique noir, la tonette est dotée de sept trous sur la face avant pour les doigts et un trou pour le pouce sur la face arrière.